# Die Befreiung (Orakel)

Das Hexagramm Die Befreiung

Die Befreiung ist das 40. Hexagramm des chinesischen Orakels Yì Jīng (chinesisch 易經 / 易经). Gemäß der dem Orakel zugrunde liegenden daoistischen Philosophie können Hemmnisse nicht ewig andauern, sondern müssen irgendwann befreienden Einflüssen weichen. Befreiung bedeutet Auflösung von (Ver)Spannungen.

## Bezeichnung und Position im Orakel
Das Hexagramm Die Befreiung (chin. 解, xìe) wird im Englischen als deliverance und im Französischen als la libération bezeichnet. Es folgt bezeichnenderweise auf das 39. Hexagramm Das Hemmnis (蹇,jiǎn) und wird seinerseits vom 41. Hexagramm Die Minderung (損, sǔn) abgelöst.

## Charakter und Aufbau des Hexagramms
Das Hexagramm Die Befreiung wird vom yīn (陰), dem weiblichen Aspekt, dominiert. Dies zeigt sich auch in den Doppellinien, den 像,  Xiàng, die aus der Abfolge  Wasser (junges yīn, 少陰,  shǎo yīn) –  Wasser –  Erde (altes yīn, 太陰,  tài yīn) bestehen. Es setzt sich ferner aus dem unteren Trigramm  Schlucht (坎, kǎn) und dem oberen Trigramm  Beben (震, zhèn) zusammen. Die Schlucht steht für Gefahr, Wasser (水 shuǐ) und Wolken und wird durch den mittleren Sohn repräsentiert. Das Beben charakterisiert sich durch elektrisierende, erregende Bewegung (daher auch Das Erregende genannt) und Donner (雷 léi) und verweist auf den ältesten Sohn.
Unteres Kerntrigramm ist  die Strahlung (離, lí), oberes Kerntrigramm erneut  die Schlucht. Hieraus bildet sich als so genanntes inneres Kernzeichen das 63. Hexagramm  Nach der Vollendung 既濟, jì jì.
Das Gegenteil des Hexagramms, auch lauerndes Zeichen genannt, ist das 37. Hexagramm  Die Sippe 家人, jiā rén. Sein invertiertes Gegenteil ist das 38. Hexagramm  Der Gegensatz 睽, kúi.

## Erklärung

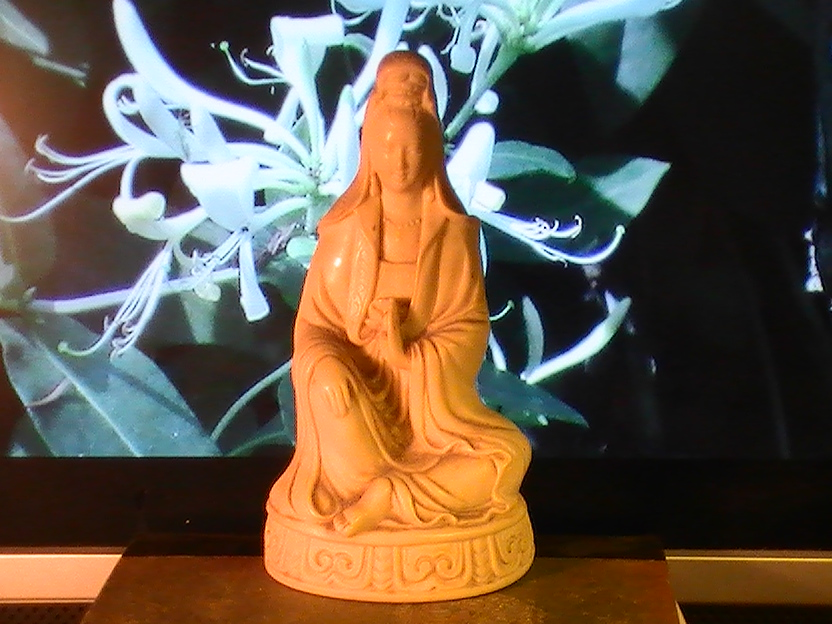
Quan Yin, die Meisterin des Lebens

Der gewählte Titel Befreiung bzw. (Los)Lösung ergibt sich aus der Position des Trigramms zhèn. Es befindet sich oberhalb und somit auch außerhalb des Trigramms kǎn. Die darin implizierte Bewegung erfolgt somit weg von der Gefahr. In einer gewissen Weise ist das Hexagramm der Befreiung eine Weiterentwicklung der im 3. Hexagramm  Die Anfangsschwierigkeit 屯, chún dargestellten Situation. Bei chún verbleibt die Bewegung innerhalb der Gefahr, wohingegen sie bei xìe die Befreiung von derselben bewerkstelligt. Die Hemmnisse des vorangegangenen Hexagramms werden jetzt aus dem Weg geräumt, die Schwierigkeiten sind in der Lösung begriffen und es herrscht wieder „freie Fahrt“. Die Befreiung ist aber noch nicht vorüber, vielmehr setzt sie eben erst ein, und ihre verschiedenen Stadien kommen im Hexagramm zur Darstellung.

## Das Urteil
BEFREIUNG. Der Südwesten ist förderlich.

Wenn man nirgendwo mehr hinzugehen braucht,

sollte man an Rückkehr denken.

Wenn es dennoch etwas zu erledigen gilt,

sollte dies unverzüglich geschehen.
Hier handelt es sich um eine Zeit, in der Verwicklungen und Anspannungen sich aufzulösen beginnen. Der Südwesten bedeutet, so bald wie möglich zu gewohnten Verhältnissen zurückzukehren. Zeiten des Umschlagens einer Situation sind von großer Bedeutung. Ähnlich wie ein befreiender Regen Spannungen in der Atmosphäre löst und Knospen sich öffnen lässt, so wirkt die Befreiung unter drückender Last erleichternd und stimulierend. Es ist jedoch wichtig, den Erfolg nicht überzubewerten und nicht weiter vorzudringen als unbedingt nötig. Nach erlangter Befreiung sollte eine Rückkehr zur Ordnung des Lebens angestrebt werden. Gibt es noch Dinge aufzuarbeiten, so ist ein rasches Vorgehen anzuraten, damit so schnell wie möglich reiner Tisch gemacht werden kann.

## Das Bild
Donner erhallt und Regen setzt ein:

das Bild der BEFREIUNG.

Der Edle verzeiht Fehler

und vergibt die Schuld.

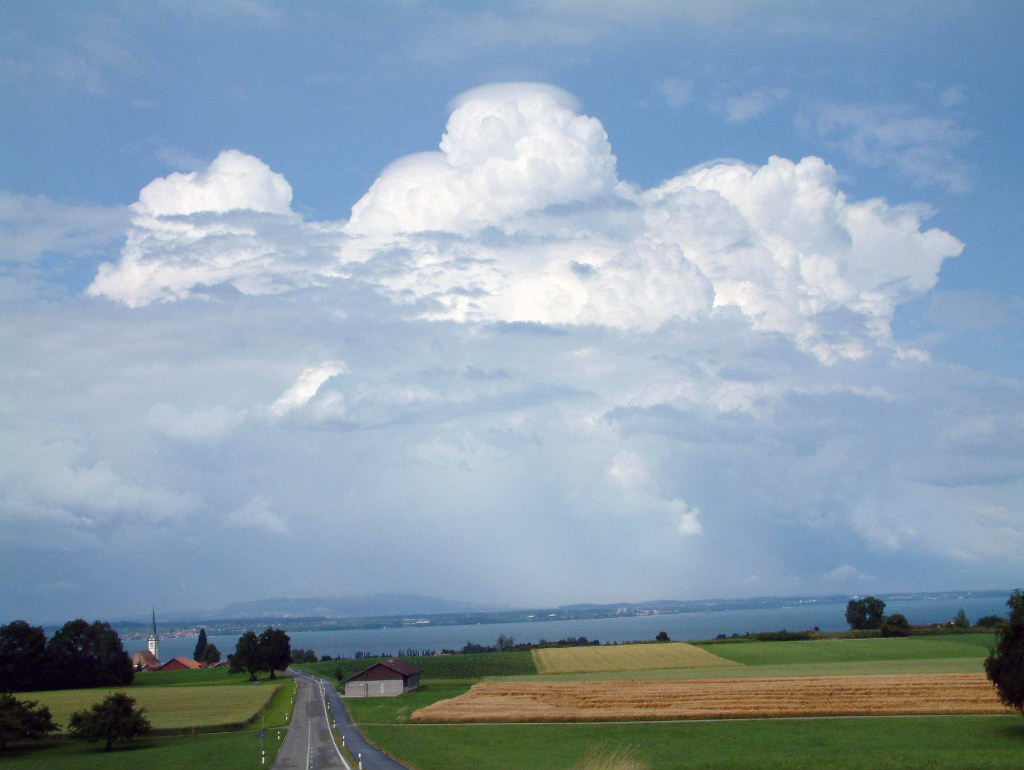
Gewitter am Bodensee

Ein Gewitter hat luftreinigende Wirkung. So macht es der Edle auch mit Fehlern und Vergehen der Menschen, die Spannungszustände nach sich ziehen. Durch Klarheit schafft er Befreiung. Aber wenn Verfehlungen am Tage sind, dann verharrt er nicht, sondern geht ähnlich verklingendem Donner über Fehler und unabsichtliche Übertretungen einfach hinweg. So wie Wasser alles vom Schmutz reinigt, so vergibt er Schuld und Missetaten.

## Die einzelnen Linien
- Anfangs eine Sechs bedeutet:

Ohne Makel.
Entsprechend der Situation werden nicht viele Worte gemacht. Die Hemmung ist vorüber, die Befreiung ist da. Man erholt sich in Ruhe und verhält sich still. Das ist in Zeiten nach überstandenen Schwierigkeiten genau das Richtige.
- Neun auf zweitem Platz bedeutet:

Auf dem Feld erlegt man drei Füchse

und bekommt einen gelben Pfeil.

Beharrlichkeit ist glückverheißend.
Dieses Bild stammt von der Jagd. Ein Jäger fängt drei listige Füchse und erhält zur Belohnung einen gelben Pfeil. Hemmnisse in der Öffentlichkeit sind oft falsche Füchse, die schmeichelnd ihren Herrn zu beeinflussen suchen. Sie müssen beseitigt werden, ehe Befreiung eintreten kann. Aber die Auseinandersetzung darf nicht mit falschen Waffen geführt werden. Die gelbe Farbe deutet auf Maß und Ziel beim Vorgehen gegen Feinde, der Pfeil auf Geradlinigkeit. Wenn man die Aufgabe der Befreiung mit ganzem Herzen erfüllt, verleiht einem innere Geradheit eine solche Kraft, dass sie als Waffe gegen alles Falsche und Gemeine eingesetzt werden kann.
- Sechs auf drittem Platz bedeutet:

Wenn einer eine Last auf dem Rücken trägt

und dennoch hoch zu Wagen fährt,

lockt er nur Diebe herbei.

So zu verfahren führt zu Beschämung.
Ein Mensch ist aus ärmlichen Verhältnissen heraus in eine bequeme Lage gekommen, in der er alles besitzt. Wenn er es sich nun nach Art eines Emporkömmlings bequem machen will, ohne aber in seinem inneren Wesen wirklich zu diesen bequemen Verhältnissen zu passen, so zieht er nur Diebe an. Wer so weitermacht, gerät bestimmt in Schande.

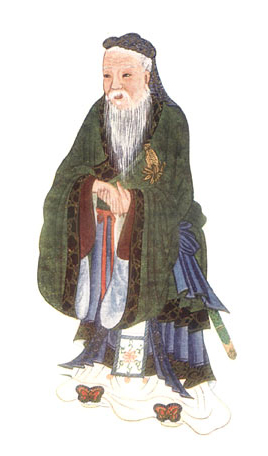
Konfuzius

Konfuzius sagt hierüber: Lasten auf dem Rücken zu tragen, ist die Angelegenheit gewöhnlicher Menschen. Ein Wagen zeichnet jedoch vornehme Menschen aus. Wenn nun ein Gewöhnlicher das Gerät eines Vornehmen benutzt, verleitet er Diebe zum Zugreifen. Wenn einer sich frech nach oben und hart nach unten verhält, so werden sie darauf sinnen ihn anzugreifen. Fahrlosigkeit in der Aufbewahrung verführt Diebe zum Stehlen. Üppiger Schmuck eines Mädchens verlockt zum Raub ihrer Tugend.
- Neun auf viertem Platz bedeutet:

Befreie dich von deiner großen Zehe.

Dann kommt der Gefährte herbei,

und dem kannst du trauen.
In Zeiten des Stillstandes kommt es vor, dass gewöhnliche Menschen sich einem noblen Menschen anschließen und durch tägliche Gewohnheit mit ihm zusammenwachsen und unentbehrlich werden, wie die große Zehe dem Fuß, dem sie das Gehen erleichtert. Aber wenn die Zeit der Befreiung naht mit ihrer Aufforderung zur Tat, dann sollte man sich von solchen Zufallsbekanntschaften, mit denen man wesensgemäß nicht zusammengehört, frei machen. Ansonsten bleiben gleichgesinnte Freunde, denen man wirklich trauen kann und mit denen man etwas leisten kann, voll Misstrauen weg.
- Sechs auf fünftem Platz bedeutet:

Wenn der Edle sich nur befreien kann, ist dies Glück verheißend.

Er zeigt so den Gewöhnlichen, dass es ihm ernst ist.
Befreiungszeiten bedürfen des inneren Entschlossenheit. Gewöhnliche Menschen sind durch Verbote und äußere Mittel nicht zu entfernen. Will man sie loswerden, so muss man sich erst innerlich vollkommen von ihnen losmachen, dann merken sie von selber, dass es einem ernst ist, und ziehen sich zurück.
- Oben eine Sechs bedeutet:

Der Fürst schießt nach einem Habicht auf hoher Mauer.

Er erlegt ihn. Alles ist fördernd.
Der Habicht auf hoher Mauer ist das Bild eines einflussreichen Gewöhnlichen in hoher Position, der der Befreiung hinderlich ist. Er widersteht der Einwirkung durch innere Einflüsse, da er in seiner Bosheit verhärtet ist. Er muss mit Kraftaufwand beseitigt werden, wobei es der entsprechenden Mittel bedarf.
Konfuzius sagt darüber: Der Habicht ist Sinn der Jagd. Pfeil und Bogen sind Werkzeuge und Mittel. Der Schütze muss diese Mittel zum Zweck richtig gebrauchen. Der Edle birgt die Mittel in seiner Person. Er wartet die Zeit ab, und dann handelt er. Wie sollte da nicht alles gut gehen? Er handelt und ist frei. Darum braucht er nur auszugehen und erlegt die Beute. So steht es mit einem Menschen, der handelt, nachdem er die Mittel bereitgestellt hat.